# Vlamertinge
Vlamertinge er en landsby i den belgiske provins Vestflandern og en delkommune i Ieper. Bymidten i Vlamertinge ligger lige udenfor Iepers centrum, langs hovedvejen N38 til den nærliggende by Poperinge.
Vlamertinge er den næststøreste bydel i Ieper, efter centrum. Vest for Vlamertinge, langs vejen til Poperinge, ligger den mindre bebyggelse Brandhoek.

## Historie
De tidligste data om Vlamertinge stammer fra middelalderen. I 857 blev der bygget et kapel i Vlamertinge. I 970 blev Ypres ødelagt og Vlamertinge kapel brændt ned. Det ældste dokument, der henviser til Vlamertinge (eller Flambertenge), er en akt fra år 1066. Baudouin van Lille, greve af Flanders, hans kone Adela og deres søn Baudouin, donerede i denne varer til kirken og kapitlet ve Sint-Pieters i Lille. Disse varer allokerees blandt andet me en tiendedel til Elverdinge og en tiendedel til Vlamertinge -"In territorio Furnensi, in villa Elverzenges, decinam unam ; Flambertenges decinam similiter unam ".
I tiden op til den franske revolution var Vlamertinge et herskab (heerlijkheid) under lensgrevskabet Veurne-Ambacht med 22 undergivne. Byen led meget under belejringer af den nærliggende by Ieper.

## Geografi
Vlamertinge ligger 17 meter over havets overflade. Kommunen grænser op til Ieper i øst, Voormezele i sydøst, Kemmel og Dikkebus i syd, Reningelst i sydvest, Poperinge i Vesten, Elverdinge i nord og Brielen i nordøst.

## Demografiske udviklinger
Fra 1487 til 1697 ser vi et stort fald i Vlamertings befolkning. Den mest sandsynlige forklaring på dette er firsårskrigen. Under første verdenskrig ser vi, at befolkningen igen er faldende. Det skyldes, at Vlamertinge led under bombardementerne af Ieper.